# Syndrome de Donnai-Barrow
Le syndrome de Donnai-Barrow est l'association d'une hernie diaphragmatique congénitale, d'une agénésie du corps calleux, d'anomalies oculaires et d'une surdité congénitale.

## Sources
- (en) Online Mendelian Inheritance in Man, OMIM (TM). Johns Hopkins University, Baltimore, MD. MIM Number:222448